# Tiếng Ả Rập Tunisia
Tiếng Ả Rập Tunisia hay đơn giản là tiếng Tunisia, là một nhóm phương ngữ tiếng Ả Rập Maghreb được nói ở Tunisia. Người nói thứ tiếng này (hơn 11 triệu người) gọi nó là تونسي Tounsi [ˈtuːnsi] ⓘ, tức "tiếng Tunisia" hoặc Derja "tiếng hàng ngày" để phân biệt với tiếng Ả Rập chuẩn hiện đại, ngôn ngữ chính thức tại Tunisia.
Là một phần của cụm phương ngữ, tiếng Tunisia sáp nhập vào tiếng Ả Rập Algeria và tiếng Ả Rập Libya tại biên giới của đất nước này. Hình thái, cú pháp, cách phát âm và từ vựng của tiếng Ả Rập Tunisia khác biệt đáng kể so với tiếng Ả Rập chuẩn hiện đại hoặc tiếng Ả Rập cổ điển. Cũng giống như các phương ngữ Maghreb khác, nó có một vốn từ vựng mà chủ yếu mang gốc Ả Rập với lớp nền Berber, Latinh rõ rệt và có thể cả Tân Punic . Tuy nhiên, tiếng Tunisia cũng có nhiều từ mượn từ tiếng Pháp, tiếng Thổ Nhĩ Kỳ, tiếng Ý và các ngôn ngữ ở Tây Ban Nha.
Tiếng Ả Rập Tunisia hầu như dễ hiểu đối với những người nói các phương ngữ Maghreb khác nhưng khó hiểu đối với người nói tiếng Ả Rập Trung Đông. Tình trạng đa ngôn ngữ ở Tunisia và trong số người cộng đồng kiều dân Tunisia khiến người Tunisia thường hoán chuyển ngữ mã, trộn tiếng Tunisia với tiếng Pháp, tiếng Anh, tiếng Ả Rập chuẩn hoặc các ngôn ngữ khác trong lời nói hàng ngày. Do đó, trong một số cộng đồng, tiếng Ả Rập Tunisia đã tích hợp các từ tiếng Pháp và tiếng Anh mới, đặc biệt là trong các lĩnh vực kỹ thuật hoặc thay thế các từ vay mượn cũ của Pháp và Ý bằng các từ tiếng Ả Rập chuẩn.
Tuy nhiên, việc hoán chuyển ngữ mã giữa tiếng Ả Rập Tunisia và tiếng Ả Rập chuẩn hiện đại chủ yếu được thực hiện bởi những người có học thức và thượng lưu hơn và không ảnh hưởng tiêu cực đến việc sử dụng các từ mượn tiếng Pháp và tiếng Anh gần đây giữa nhũng người Tunisia.
Hơn nữa, tiếng Ả Rập Tunisia có mối quan hệ chặt chẽ với tiếng Malta (là một ngôn ngữ riêng biệt có nguồn gốc từ tiếng Tunisia và tiếng Ả Rập Sicilia). Tiếng Ả Rập Tunisia và tiếng Malta có mức độ thông hiểu lẫn nhau chừng 30-40% trong ngôn ngữ nói.

## Phân loại
Tiếng Ả Rập Tunisia là một trong những ngôn ngữ Ả Rập của ngữ tộc Semit, thuộc ngữ hệ Phi-Á. Nó là một phương ngữ tiếng Ả Rập Maghreb cùng với tiếng Ả Rập Maroc và tiếng Ả Rập Algeria, hầu hết không dễ thông hiểu đối với người nói tiếng Ả Rập chuẩn hiện đại hoặc Mashriq.
Là một phần của cụm phương ngữ Ả Rập, có ghi nhận rằng tiếng Ả Rập Tunisia thông hiểu một phần với tiếng Ả Rập Algeria, tiếng Ả Rập Libya, tiếng Ả Rập Maroc và tiếng Malta. Tuy nhiên, nó ít thông hiểu hoặc thậm chí không thông hiểu với các phương ngữ Ai Cập, Levant, Lưỡng Hà, hoặc vùng Vịnh.

## Ảnh hưởng quốc tế
Một số từ tiếng Tunisia đã được sử dụng trong lời của một số bài hát và bài thơ tiếng Ả Rập nổi tiếng như aslāma của Majida Al Roumi. Hơn nữa, một số ca sĩ Ả Rập nổi tiếng (như Hussain Al Jassmi  và Dina Hayek) hát một số bài hát tiếng Ả Rập Tunisia cổ. Tiếng Ả Rập Tunisia ảnh hưởng lên một số phương ngữ Berber về cấu trúc và từ ngữ. Nó cũng có liên quan đến tiếng Malta. Một số từ như بريك Brīk và فريكساي frīkasāy là từ mượn tiếng Pháp. Từ tiếng Ả Rập Tunisia Il-Ṭalyānī có nghĩa là "người Ý" (Italia) (الطلياني) được sử dụng làm tiêu đề của một cuốn tiểu thuyết bằng tiếng Ả Rập chuẩn nhận được giải thưởng Booker cho văn học Ả Rập năm 2015. Ngoài ra, một số phim truyền hình danh tiếng từ các quốc gia Ả Rập khác như sê-ri Cello của Liban có một nhân vật nói chuyện bằng tiếng Ả Rập Tunisia.